# Iveragh-Halbinsel
Die Iveragh-Halbinsel (irisch Uíbh Ráthach) wird vom Ring of Kerry geprägt, der der Hauptanziehungspunkt des südwestlichen Irland im County Kerry ist. Aber nicht nur die Panoramastraße, sondern auch die Umgebung von Killarney, Valentia Island und Skellig Michael gehören zur Iveragh, wo im Inneren mit den McGillycuddy Reeks die höchsten Berge des Landes liegen.

## Geographie und Geschichte
Die Halbinsel hat so ziemlich alles an vor- und frühzeitlichen Denkmälern aufzuweisen, was die Geschichte Irlands bietet. Herausragend sind Klöster, Burgen (um Killarney), Duns, Heilige Quellen, Menhire, Oghamsteine, Wedge Tombs und das große Alignement von Eightercua. Die südwestliche Bucht von Derrynane ist als National Historic Park ausgewiesen und ist Teil des
Kerry-Seas-Nationalparks.
Der Ort Killorglin ist für das dreitägige Fest „Puck Fair“ (Beginn 10. August) bekannt. Dem an keltische Traditionen anknüpfenden Fest, an dem hauptsächlich Tiere beteiligt sind, steht ein gekrönter Ziegenbock als König vor. Der Anlass des Festes wurde christianisiert. Der Bock symbolisierte ursprünglich den irischen Altgott. Sein Denkmal im Ort stellt ihn auf einem Felsblock stehend dar.

## Touristisches

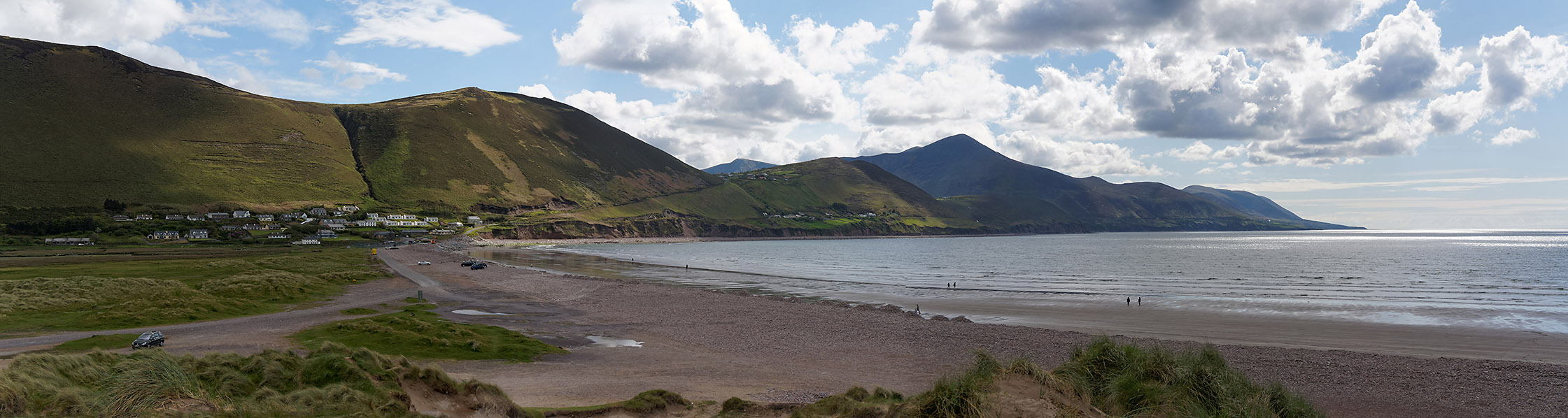
Strand und Dünen von Rossbeigh in der Bucht Dingle Bay

Ein Abstecher von Cahersiveen über den Valentia River führt zu den Steinforts bzw. Duns von Cahergall und Leacanabuaile. Im Westen liegen Valentia Island und Beginish Island. Das winzige Church Island, dessen Kloster von 750 n. Chr. stammen soll, ist nur privat vom Pier in Cahersiveen aus erreichbar. Valentia Island ist auch per Schiff von dort oder von Reenard Point nach Knightstown, der wichtigsten Siedlung der Insel, zu erreichen. Über die Brücke bei Portmagee existiert eine Straßenverbindung. Die Insel ist zwischen Knightstown und dem Bray-Head-Leuchtturm über 10 km lang und nur 3–4 km breit. Abseits der stark befahrenen engen Straßen des Rings of Kerry liegt das Wandererparadies, der gesamte hügelige Südwesten mit dem Hauptort Ballinskellings mit der alten Priory. Von hier aus können private Touren nach Skellig Michael, der Insel der Mönche, der Papageitaucher und des Tauchsports gebucht werden. Eine weitere Route durch Iveragh, die abseits der Touristenströme liegt, führt durch die Mitte der Halbinsel. Nahe Waterville beginnend, über Killeenleagh führend und bei Killarney endend, ist es eine typische Radfahrerstrecke abseits des Verkehrs.